# Netstal
Netstal est une localité et une ancienne commune suisse du canton de Glaris, située dans la commune de Glaris.

## Géographie

Photo aérienne par Walter Mittelholzer (1927)

Selon l'Office fédéral de la statistique, Netstal mesure 10,68 km2.
Netstal est limitrophe d'Ennenda, Glaris, Mollis, Näfels et Riedern.

## Démographie
Selon l'Office fédéral de la statistique, Netstal compte 2 875 habitants fin 2022. Sa densité de population atteint 269 hab./km2.
Le graphique suivant résume l'évolution de la population de Netstal entre 1850 et 2008 :

## Culture et patrimoine

### Héraldique
| Blason | Blasonnement : De gueules au bélier saillant d'argent, ramé et onglé d'or, sénestré de tois étoiles du même. |